# Dětská neurologie
Dětská neurologie se zabývá diagnostikou a léčbou onemocnění centrální a periferní nervové soustavy u dětí od narození až do 19 let.
V Československu měla velkou tradici již od 50. let dvacátého století, kdy obor založil profesor Ivan Lesný. Díky dalším průkopníkům oboru (hlavně prof. Václavu Vojtovi) má česká dětská neurologie velký ohlas i v zahraničí. Díky mezinárodní spolupráci dochází k upřesnění jednotlivých nemocí a také k výraznému pokroku léčby, hlavně při léčbě dětských epilepsií včetně operační léčby.
Péče o pacienty musí být víceoborová. Diagnóza se dnes staví hlavně na klinickém vyšetření, elektroencefalografii (EEG), výpočetní tomografii (CT), magnetické rezonanci (MR), genetickém vyšetření a vyšetření metabolismu. Léčba vychází ze spolupráce s fyzioterapeuty, logopedy a speciálními pedagogy. Mnohdy musejí být pacienti léčeni neurochirurgickými a ortopedickými operacemi. Velmi důležitá je spolupráce s rodiči a blízkými osobami, které pomáhají v této léčbě.